# Wektor styczny

Linia styczna do krzywej w punkcie oznaczonym czerwoną kropką. Wszystkie wektory styczne do krzywej w tym punkcie leżą na tej prostej, tworząc przestrzeń styczną 1-wymiarową.

Płaszczyzna styczna do powierzchni sferycznej. Wszystkie wektory styczne do tej powierzchni w danym punkcie leżą na tej płaszczyźnie, tworząc przestrzeń styczną 2-wymiarową.

Wektor styczny to wektor o kierunku wyznaczonym przez styczną do:
- krzywej,
- powierzchni,
- hiperpowierzchni,

poprowadzoną w danym punkcie przestrzeni euklidesowej w ogólności n-wymiarowej. Wektory styczne w sposób analityczny opisuje geometria różniczkowa.
W ogólniejszym kontekście wektory styczne są elementami przestrzeni stycznej, jaką można zdefiniować dla każdego punktu rozmaitości różniczkowej (euklidesowej, pseudoeuklidesowej, riemannowskiej, pseudoriemannowskiej).
- Dla linii krzywej wektory te należą do prostej stycznej do tej krzywej w danym jej punkcie i tworzą przestrzeń styczną 1-wymiarową.
- Dla powierzchni 2D wektory te leżą na płaszczyźnie stycznej do tej powierzchni w danym jej punkcie i tworzą przestrzeń styczną 2-wymiarową.
- Dla hiperpowierzchni (N-1)-wymiarowej zanurzonej w przestrzeni euklidesowej N-wymiarowej, wektory styczne leżą na tej stycznej hiperpowierzchni euklidesowej (N-1)-wymiarowej i tworzą przestrzeń styczną (N-1)-wymiarową.

## Wektory styczne do powierzchni 2D
(1) Dwuwymiarową powierzchnię {\displaystyle H} można opisać za pomocą dwóch niezależnych od siebie parametrów {\displaystyle u,v}
{\displaystyle {\begin{cases}{\begin{matrix}x=x(u,v)\\y=y(u,v)\\z=z(u,v)\end{matrix}}\end{cases}},\qquad {\vec {r}}(x,y,z)={\vec {r}}(u,v).}
Parametry te określają siatkę współrzędnych krzywoliniowych na powierzchni {\displaystyle H.}
(2) Istnieją dwa szczególne wektory styczne {\displaystyle {\vec {s}}_{u}} oraz {\displaystyle {\vec {s}}_{v}} do powierzchni {\displaystyle H} – są to wektory styczne odpowiednio do krzywych {\displaystyle v={\text{const}}=v_{0}} oraz {\displaystyle u={\text{const}}=u_{0},} przecinających się punkcie {\displaystyle P} o wektorze wodzącym {\displaystyle {\vec {r}}(u_{0},v_{0}).}
Współrzędne wektorów {\displaystyle {\vec {s}}_{u},{\vec {s}}_{v}} oblicza się jako pochodne funkcji {\displaystyle x,y,z} względem parametrów {\displaystyle u} oraz {\displaystyle v{:}}
{\displaystyle {\vec {s}}_{u}=\left[{\frac {\partial x}{\partial u}},{\frac {\partial y}{\partial u}},{\frac {\partial z}{\partial u}}\right]_{u=u_{0},v=v_{0}},}
{\displaystyle {\vec {s}}_{v}=\left[{\frac {\partial x}{\partial v}},{\frac {\partial y}{\partial v}},{\frac {\partial z}{\partial v}}\right]_{u=u_{0},v=v_{0}},}
gdzie {\displaystyle u_{0},v_{0}} to wartości parametrów {\displaystyle u,v} wyznaczające punkt {\displaystyle P(x_{0},y_{0},z_{0}),} czyli:
{\displaystyle {\begin{cases}{\begin{matrix}x_{0}=x(u_{0},v_{0})\\y_{0}=y(u_{0},v_{0})\\z_{0}=z(u_{0},v_{0})\end{matrix}}\end{cases}}.}
(3) W skrócie wektory te można zapisać następująco:
{\displaystyle {\vec {s}}_{u}={\frac {\partial {\vec {r}}}{\partial u}}{\Big |}_{u=u_{0},v=v_{0}},}
{\displaystyle {\vec {s}}_{v}={\frac {\partial {\vec {r}}}{\partial v}}{\Big |}_{u=u_{0},v=v_{0}},}
gdzie {\displaystyle {\vec {r}}(u,v)={\vec {r}}[x(u,v),y(u,v),z(u,v)]} jest wektorem wodzącym punktu {\displaystyle P} na powierzchni {\displaystyle H.}
(4) Dowolny wektor styczny {\displaystyle {\vec {s}}} do powierzchni {\displaystyle H} w jej punkcie {\displaystyle P(x_{0},y_{0},z_{0})} wyraża się w postaci pewnej kombinacji liniowej wektorów stycznych {\displaystyle {\vec {s}}_{u}} oraz {\displaystyle {\vec {s}}_{v},} tj.
{\displaystyle {\vec {s}}=a_{u}{\vec {s}}_{u}+a_{v}{\vec {s}}_{v},}
gdzie {\displaystyle a_{u},a_{v}\in R.}
Wektory {\displaystyle {\vec {s}}_{u}} oraz {\displaystyle {\vec {s}}_{v}} stanowią więc bazę płaszczyzny stycznej do powierzchni danej równaniem
{\displaystyle {\vec {R}}={\vec {r}}(u_{0},v_{0})+a_{u}{\vec {s}}_{u}+a_{v}{\vec {s}}_{v}.}

## Przykład: Wektory styczne do sfery
Dla sfery o promieniu {\displaystyle r} można wprowadzić parametryzację za pomocą kątów {\displaystyle \phi ,\theta } współrzędnych sferycznych.
(1) Współrzędne kartezjańskie {\displaystyle x,y,z} są wyrażone przez współrzędne sferyczne wzorami
{\displaystyle x=r\,\sin \theta \,\cos \phi ,}
{\displaystyle y=r\,\sin \theta \,\sin \phi ,}
{\displaystyle z=r\,\cos \theta .}
(2) Wektory styczne mają postać:
{\displaystyle {\begin{aligned}{\vec {s}}_{\theta }&={\frac {\partial {\vec {r}}}{\partial \theta }}=\left[{\frac {\partial x}{\partial \theta }},{\frac {\partial y}{\partial \theta }},{\frac {\partial z}{\partial \theta }}\right]\\[2px]&=[r\cos \theta \cos \phi ,r\cos \theta \sin \phi ,-r\sin \theta ],\\[1em]{\vec {s}}_{\phi }&={\frac {\partial {\vec {r}}}{\partial \phi }}=\left[{\frac {\partial x}{\partial \phi }},{\frac {\partial y}{\partial \phi }},{\frac {\partial z}{\partial \phi }}\right]\\[2px]&=[-r\sin \theta \sin \phi ,r\sin \theta \cos \phi ,0].\end{aligned}}}
(3) Dowolny wektor styczny do sfery w punkcie {\displaystyle P(\theta ,\phi )} wyraża się w postaci kombinacji liniowej wektorów stycznych {\displaystyle {\vec {s}}_{\theta }} oraz {\displaystyle {\vec {s}}_{\phi },} tj.
{\displaystyle {\vec {s}}(\theta ,\phi )=a_{\theta }{\vec {s}}_{\theta }+a_{\phi }{\vec {s}}_{\phi }.}
Np. dla {\displaystyle \theta =\pi /2,} {\displaystyle \phi =0} mamy punkt {\displaystyle P(x_{0},y_{0},z_{0})=[r,0,0]} leżący na osi {\displaystyle x} układu współrzędnych oraz wektory bazowe styczne
{\displaystyle {\vec {s}}_{\theta }=[0,0,-r],}
{\displaystyle {\vec {s}}_{\phi }=[0,r,0]}
i wektory styczne mają postać
{\displaystyle {\vec {s}}=a_{\theta }{\vec {s}}_{\theta }+a_{\phi }{\vec {s}}_{\phi }=a_{\theta }[0,0,-r]+a_{\phi }[0,r,0].}
(4) Wektory te wyznaczają płaszczyznę styczną do sfery o promieniu {\displaystyle r} w punkcie {\displaystyle \theta =\pi /2,} {\displaystyle \phi =0} i równaniu
{\displaystyle {\vec {R}}=P(x_{0},y_{0},z_{0})+a_{\theta }{\vec {s}}_{\theta }+a_{\phi }{\vec {s}}_{\phi }=r[1,a_{\phi },-a_{\theta }].}
Widać, że płaszczyzna ta ma stałą współrzędną {\displaystyle x}-ową równą {\displaystyle r} i jest   równoległa do płaszczyzny pionowej {\displaystyle yz.}

## Wektor styczny do krzywej wR3{\displaystyle R^{3}}
Krzywą w przestrzeni {\displaystyle R^{3}} można opisać za pomocą jednego parametru {\displaystyle u}
{\displaystyle {\begin{cases}{\begin{matrix}x=x(u)\\y=y(u)\\z=z(u)\end{matrix}}\end{cases}}.}
(Analogiczne zależności są słuszne dla krzywej w przestrzeni n-wymiarowej).
Parametr {\displaystyle u} wyznacza linię współrzędnej krzywoliniowej w przestrzeni {\displaystyle R^{3}.} Wektor styczny {\displaystyle {\vec {s}}_{u}} do krzywej w danym punkcie {\displaystyle P(x_{0},y_{0},z_{0})} otrzymuje się, obliczając pochodne funkcji {\displaystyle x,y,z} względem parametru {\displaystyle u{:}}
{\displaystyle {\vec {s}}_{u}=\left[{\frac {\partial x}{\partial u}},{\frac {\partial y}{\partial u}},{\frac {\partial z}{\partial u}}\right]_{u=u_{0}},}
gdzie {\displaystyle u_{0}} to wartości parametru {\displaystyle u} wyznaczające punkt {\displaystyle P(x_{0},y_{0},z_{0}),} czyli:
{\displaystyle {\begin{cases}{\begin{matrix}x_{0}=x(u_{0})\\y_{0}=y(u_{0})\\z_{0}=z(u_{0})\end{matrix}}\end{cases}}.}
W skrócie wektor styczny można zapisać następująco:
{\displaystyle {\vec {s}}_{u}={\frac {\partial {\vec {r}}}{\partial u}}{\Big |}_{u=u_{0}},}
gdzie {\displaystyle {\vec {r}}(u)=(x(u),y(u),z(u))} jest wektorem wodzącym punktu {\displaystyle P} krzywej.
Wektor ten wyznacza prostą styczną do krzywej w punkcie {\displaystyle P(x_{0},y_{0},z_{0})} o równaniu
{\displaystyle {\vec {R}}=P(x_{0},y_{0},z_{0})+a_{u}{\vec {s}}_{u},}
gdzie {\displaystyle a_{u}\in R.}

## Przykład: Wektor styczny do krzywej wR3{\displaystyle R^{3}}
Krzywa w przestrzeni {\displaystyle R^{3}} dana jest równaniem parametrycznym
{\displaystyle {\vec {r}}(u)=[1+u^{2},e^{2u},\cos {u}],} {\displaystyle u\in R,}
Wektor styczny o długości jednostkowej dla {\displaystyle u=0} ma postać
{\displaystyle {\vec {s}}(0)=\left.{\frac {\frac {d{\vec {r}}}{du}}{|{\frac {d{\vec {r}}}{du}}|}}\right|_{u=0}=\left.{\frac {[2u,2e^{2u},\ -\sin {u}]}{\sqrt {4u^{2}+4e^{4u}+\sin ^{2}{u}}}}\right|_{u=0}=[0,1,0].}
Wektor ten wyznacza kierunek prostej stycznej do krzywej w punkcie {\displaystyle {\vec {r}}(x_{0},y_{0},z_{0})=[1,1,1]} o równaniu
{\displaystyle {\vec {R}}={\vec {r}}(x_{0},y_{0},z_{0})+a_{u}{\vec {s}}_{u}=[1,1,1]+a_{u}[0,1,0].}

## Wektor styczny do krzywej w przestrzeniRn{\displaystyle R^{n}}

### Współrzędne kartezjańskie
(1) Jeżeli w przestrzeni {\displaystyle R^{n}} dany jest układ współrzędnych kartezjańskich, to krzywa może być zadana za pomocą równania parametrycznego {\displaystyle {\vec {r}}(u)}
{\displaystyle {\vec {r}}(u)=[x^{1}(u),x^{2}(u),\dots ,x^{n}(u)],} {\displaystyle {}\quad a\leqslant u\leqslant b.}
(2) Współrzędne {\displaystyle T^{i}} wektora stycznego do krzywej wyznacza się, licząc pochodne współrzędnych wektora wodzącego krzywej po parametrze {\displaystyle u}
{\displaystyle T^{i}={\frac {dx^{i}}{du}}.}

### Współrzędne krzywoliniowe
W układzie współrzędnych krzywoliniowych
{\displaystyle q^{i}=q^{i}(x^{1},x^{2},\dots ,x^{n}),\quad i=1,\dots ,n}
mamy wzory analogiczne jak w układzie kartezjańskim:
(1) krzywa jest zadana równaniami parametrycznymi
{\displaystyle q^{i}(x^{i})=q^{i}(u),\quad i=1,\dots ,n,}
(2) współrzędne wektora stycznego do krzywej {\displaystyle T^{\,'i},\quad i=1,\dots ,n} oblicza się, licząc pochodne współrzędnych {\displaystyle q^{i}} po parametrze
{\displaystyle t}
{\displaystyle T^{\,'i}={\frac {dq^{i}}{dt}},}
przy tym należy pamiętać, iż współrzędne powyższe ma wektor w tzw. bazie naturalnej (por. współrzędne krzywoliniowe).
Dowód:
Wektor styczny jest wektorem kontrawariantnym (jako iloraz różniczki współrzędnych przez różniczkę parametru, który jest niezmiennikiem transformacji współrzędnych). Wektor kontrawariantny przy przejściu z jednego układu (tu kartezjańskiego) na inny (tu krzywoliniowy) transformuje się wg prawa
{\displaystyle T^{\,'i}={\frac {\partial q^{i}}{\partial x^{s}}}T^{s}.}
Podstawiając {\displaystyle T^{s}={\frac {dx^{s}}{du}},} otrzymamy
{\displaystyle T^{\,'i}={\frac {\partial q^{i}}{\partial x^{s}}}{\frac {dx^{s}}{du}}.}
Jednocześnie wiadomo, że zachodzi zależność między różniczkami w starym i nowym układzie
{\displaystyle {\frac {dq^{i}}{dt}}={\frac {\partial q^{i}}{\partial x^{s}}}{\frac {dx^{s}}{dt}}.}
Porównując dwa ostatnie wzory, widać, że musi zachodzić {\displaystyle T^{\,'i}={\frac {dq^{i}}{dt}},} cnd.

## Literatura dodatkowa
- David Kay: Schaums Outline of Theory and Problems of Tensor Calculus. New York: McGraw-Hill, 1988. Brak numerów stron w książce
- Eric W. Weisstein, Tangent Vector, [w:] MathWorld, Wolfram Research (ang.). [dostęp 2025-07-20].